# Montagnac-sur-Auvignon
Montagnac-sur-Auvignon är en kommun i departementet Lot-et-Garonne i regionen Nouvelle-Aquitaine i sydvästra Frankrike. Kommunen ligger i kantonen Nérac som tillhör arrondissementet Nérac. År 2022 hade Montagnac-sur-Auvignon 641 invånare.

## Befolkningsutveckling
Antalet invånare i kommunen Montagnac-sur-Auvignon
| Referens: INSEE |